# Boeing 307 Stratoliner
Boeing Model 307 Stratoliner a fost primul avion de pasageri cu cabină presurizată. Această caracteristică a permis avionului să zboare la o altitudine de croazieră de 6,000 m, mult deasupra zonei cu perturbații atmosferice. Diferența de presiune a fost de 2.5 psi (17 kPa), deci la 4,480 m altitudinea cabinei a fost de 2,440 m. Modelul 307 a avut capacitatea de a transporta cinci membri de echipaj și 33 de pasageri și a fost primul avion de sol care a inclus un inginer de zbor ca membru al echipajului. Cabina a fost de aproape 3.6 m în diametru. 

## Proiectare și construcție
In 1935 Boeing a proiectat un avion de pasageri cu patru motoare bazat pe bombardierul greu B-17 (Boeing Model 299), ce se găsea atunci în faza de dezvoltare, numindu-l Model 307.  Boeing-ul 307 a fost un răspuns la avionul de pasageri de mare succes DC-3 lansat de compania Douglas Aircraft Company.  Inginerii de la Boeing au combinat aripile, coada, ampenajele, trenul de aterizare și motoarele de la modelul B-17C cu un fuselaj cu secțiune circulară ce a permis presurizarea cabinei.
Prima comandă pentru două Boeing 307 (numite Stratoliners), a fost plasată în 1937 de către Pan American Airways. La scurt timp Pan Am a crescut comanda la șase aparate, iar o a doua comandă pentru cinci avioane a fost făcută de Transcontinental & Western Air (TWA), determinându-i pe cei de la Boeing să înceapă produția unui lot inițial de Stratoliner.  În final doar zece bucăți au fost fabricate dintre care chiar primul aparat s-a prăbușit în timpul unui zbor demonstrativ pentru compania KLM, trei avioane au revenit companiei Pan Am, cinci au fost preluate de TWA și unul a fost cumpărat de Howard Hughes.

## Operatori

### Operatori civili
Cambodia
- Cambodia Air Commercial

 Ecuador
- Aerovias Ecuatorianas CA

 Franța
- Aigle Azur avion ex-TWA cu motor și aripi de B-17G cumpărat în 1951.

 Laos
- Royal Air Lao avion ex-Aigle Azur.

 United States
- Howard Hughes a cumpărat un aparat.
- Pan American World Airways (Pan Am) a primit trei aparate.
- Trans World Airlines (TWA) a avut cinci aparate.

### Operatori militari
Haiti
- Haitan Air Force

 United States
- United States Army Air Forces, cele cinci avioane 307B ale liniei aeriene TWA au fost conscrise și redenumite ca C-75.  Cele trei Stratoliner ale liniei Pan Am au fost operate de asemenea în beneficiul armatei americane pe perioada celui de-al doilea război mondial, dar au rămas sub înregistrare civilă.

## Supraviețuitori

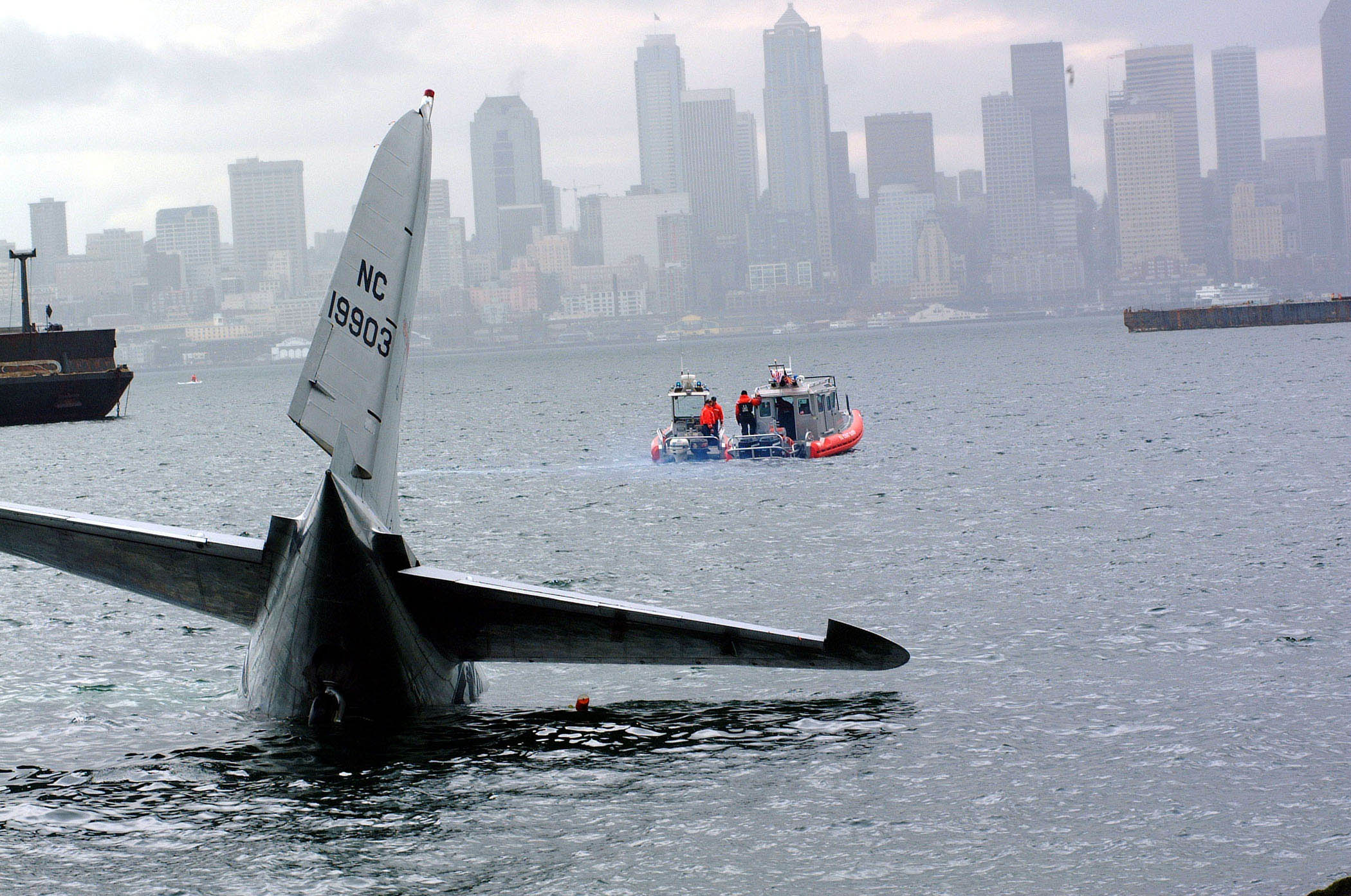
Boeing 307 (NC 19903) in Elliott Bay, Seattle, 28 martie 2002

Singurul Boeing 307 Stratoliner (NC19903) păstrat în condiție de zbor se găsește la muzeul Smithsonian Steven F. Udvar-Hazy Center. Pe 28 martie 2002, acest aparat a aterizat forțat în apele golfului Elliott din orașul Seattle, Washington, chiar în timpul ultimului zbor înainte de a fi cedat muzeului Smithsonian. In ciuda incidentului avionul a fost reparat și a zburat pentru a fi expus la muzeu.
Se mai păstrează de asemenea fuselajul Stratoliner-ului personal a lui Howard Hughes sub forma unei case plutitoare.